# Kazimierz Nycz
Kazimierz Nycz (Stara Wieś, Polonia, 1 de febrero de 1950) es un prelado polaco, un cardenal de la Iglesia católica. Es el actual arzobispo de Varsovia, habiendo servido anteriormente como Obispo de Koszalin-Kołobrzeg 2004-2007. El papa Benedicto XVI elevó al arzobispo Nycz a la condición de cardenal en el consistorio del 20 de noviembre de 2010.

## Biografía

### Primeros años y formación
Kazimierz nació en Stara Wies. Se graduó en 1967, luego ingresó al Seminario Mayor de Cracovia. 
En 1976, obtuvo una licenciatura en la Facultad de Teología de la Akademia Papieska Teologiczna (Pontificia Academia de Teología), de Cracovia, y luego, en 1977, inició sus estudios de doctorado en la Universidad Católica de Lublin, donde en 1981, obtuvo un doctorado en estudios de catequesis (tesis: "Aplicación de la renovación catequística del Concilio Vaticano II en la Arquidiócesis de Cracovia").

### Sacerdocio
Recibió el diaconado del cardenal Karol Wojtyła, el 8 de mayo de 1972, y fue ordenado en el sacerdocio el 20 de mayo de 1973 por el obispo Julián Groblicki.
De 1973 a 1975 fue vicario en una parroquia de Santa Isabel en Jaworzno. 

## Episcopado

### Obispo Auxiliar de Cracovia
El 14 de mayo de 1988, Nycz fue nombrado obispo auxiliar de Cracovia y el obispo titular de Villa Regis por el Santo Padre Juan Pablo II. Recibió su consagración episcopal el 4 de junio de 1988 del cardenal Franciszek Macharski, con los arzobispos Jerzy Stanislaw y Nowak Ablewicz como co-consagrantes.
El 26 de noviembre de 1999, fue nombrado presidente de la Comisión para la Educación Católica, su principal interés era buscar maneras de encontrar las oportunidades ofrecidas por las escuelas para las actividades de catequesis y buscar formas de catequesis parroquial. Como presidente de la Comisión de Educación de la Conferencia del Episcopado polaco, el centro de sus actividades fueron la adaptación de la catequesis de Polonia posterior al Concilio Vaticano II, los documentos catequéticos de la Iglesia, especialmente el Catecismo de la Iglesia Católica y el Directorio General para la Catequesis, y la correlación de la enseñanza de la religión en la escuela con los requisitos de las escuelas reformadas.

### Obispo de Koszalin-Kołobrzeg
Fue promovido a obispo de Koszalin-Kołobrzeg el 9 de junio de 2004. 

### Arzobispo de Varsovia
El 3 de marzo de 2007, el papa Benedicto XVI nombró a Nycz, que estaba en un peregrinaje en Tierra Santa, como el sucesor de Stanislaw Wielgus como arzobispo metropolitano de Varsovia. Wielgus renunció abruptamente el 7 de enero después de admitir su colaboración anterior con la Służba Bezpieczeństwa, la policía secreta comunista en Polonia. Nycz fue bien recibido en gran medida, y su instalación como arzobispo de Varsovia tuvo lugar durante el Domingo de Ramos el 1 de abril de 2007, en la Catedral de San Juan. Además de su papel como arzobispo, fue nombrado obispo de las Iglesias católicas orientales en Polonia el 9 de junio de 2007.
Fue vicerrector de la Seminario Mayor de Cracovia desde 1987 hasta 1988, y organizó la última visita del papa Juan Pablo II a Polonia. Los registros de la Służba Bezpieczeństwa muestran que Nycz se habría negado repetidamente para prestar sus servicios.

### Cardenalato
Fue creado y proclamado cardenal de San Martino ai Monti el 20 de noviembre de 2010.
El 29 de diciembre de 2010 Nycz fue nombrado miembro de la Congregación para el Culto Divino y la Disciplina de los Sacramentos y de la Congregación para el Clero.
El 6 de septiembre de 2016 fue confirmado como miembro de la Congregación para el Culto Divino y la Disciplina de los Sacramentos, hasta 2022.
El 8 de noviembre de 2016 fue confirmado como miembro de la Congregación para el Clero ad aliud quinquennium.
El 27 de abril de 2019 fue confirmado como miembro del Pontificio Consejo de la Cultura ad aliud quinquennium.
El 22 de febrero de 2022 fue confirmado como miembro de la Congregación para el Clero  ad aliud quinquennium.
El 22 de noviembre de 2022 fue nombrado miembro del Dicasterio para la Cultura y la Educación ad quinquennium.